# Cattedrali in Zimbabwe

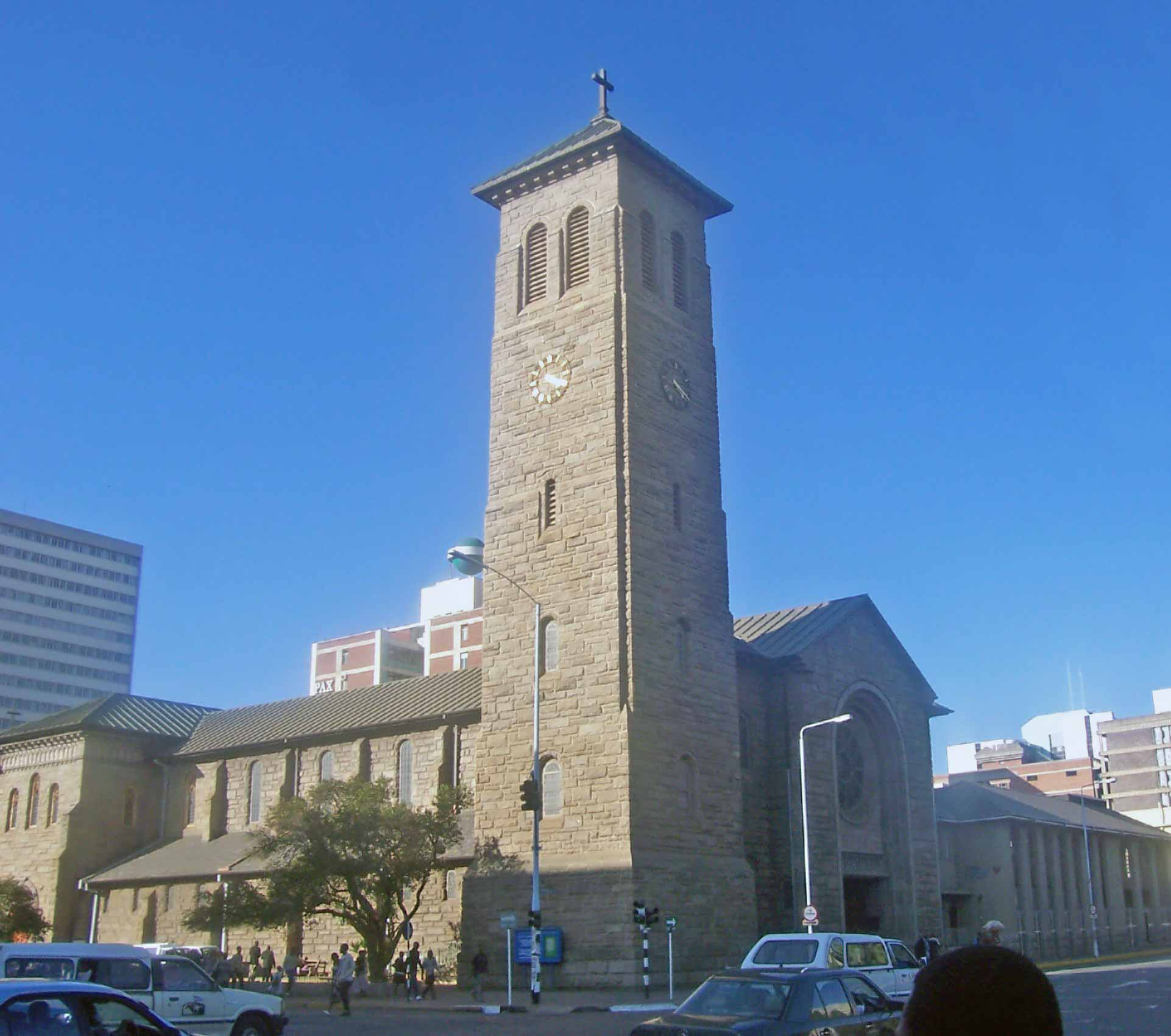
Cattedrale anglicana di Harare

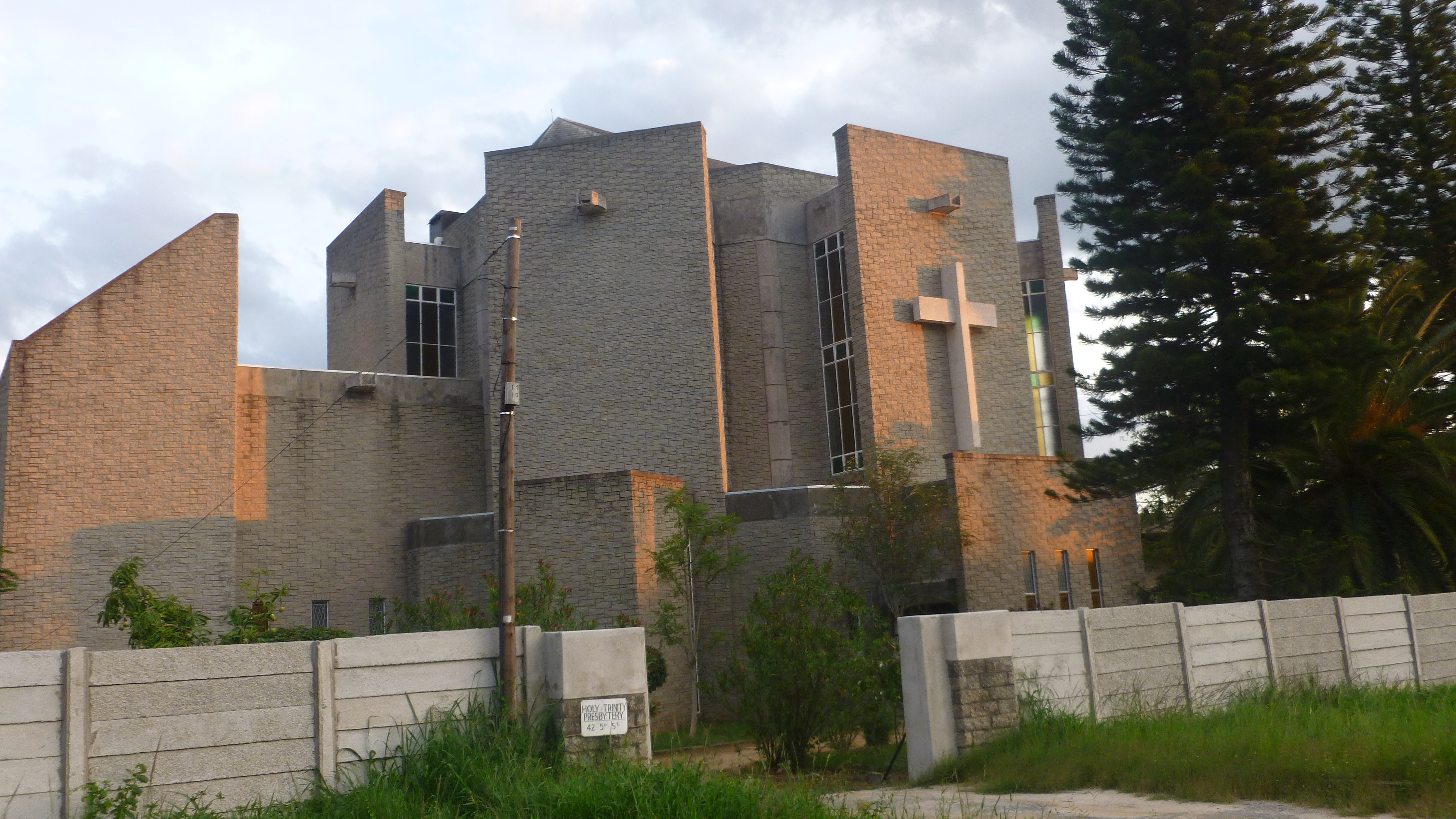
Cattedrale cattolica di Mutare

Questa è una lista delle cattedrali nello Zimbabwe.

## Cattedrali cattoliche
| Cattedrale                            | Arcidiocesi o Diocesi   | Località |
| ------------------------------------- | ----------------------- | -------- |
| Cattedrale del Sacro Cuore            | Arcidiocesi di Harare   | Harare   |
| Cattedrale di San Pietro              | Diocesi di Chinhoyi     | Chinhoyi |
| Cattedrale di San Giovanni            | Diocesi di Gokwe        | Gokwe    |
| Cattedrale della Santissima Trinità   | Diocesi di Mutare       | Mutare   |
| Cattedrale dell'Immacolata Concezione | Arcidiocesi di Bulawayo | Bulawayo |
| Cattedrale di Santa Teresa            | Diocesi di Gweru        | Gweru    |
| Cattedrale di Sant'Ignazio            | Diocesi di Hwange       | Hwange   |
| Cattedrale dei Santi Pietro e Paolo   | Diocesi di Masvingo     | Masvingo |

## Cattedrali anglicane
| Cattedrale                                      | Arcidiocesi o Diocesi                     | Località |
| ----------------------------------------------- | ----------------------------------------- | -------- |
| Cattedrale di San Giovanni                      | Diocesi anglicana di Matabeleland         | Bulawayo |
| Cattedrale di San Cutberto                      | Diocesi anglicana dello Zimbabwe Centrale | Gweru    |
| Cattedrale di Santa Maria e di Tutti i Santi    | Diocesi anglicana di Harare               | Harare   |
| Cattedrale di San Giovanni Battista             | Diocesi anglicana di Manicaland           | Mutare   |
| Cattedrale di San Michele e di Tutti gli Angeli | Diocesi anglicana di Masvingo             | Masvingo |

## Cattedrale ortodossa
| Cattedrale                     | Arcidiocesi o Diocesi            | Località |
| ------------------------------ | -------------------------------- | -------- |
| Cattedrale della Santa Trinità | Arcidiocesi di Zimbabwe e Angola | Harare   |